# Кубок Кыргызстана по футболу 2009
Кубок Кыргызстана по футболу 2009 года, также известный как Кубок Независимости — 18-й розыгрыш ежегодного футбольного клубного турнира, второго по значимости в стране.
Финальный матч прошёл в Оше на стадионе имени Ахматбека Суюмбаева. Обладателем Кубка во 2-й раз в своей истории стала кантская «Абдыш-Ата», обыгравшая в финале ошский «Алай».

## Формат
Турнир стартовал со стадии 1/64 финала. На ранних стадиях команды были разделены по региональным зонам (Север и Юг). В начальных раундах хозяином поля является команда, которая выступает в лиге, низшей по рангу, однако в ряде случаев это правило не соблюдалось. Если встречаются команды одной лиги, то хозяин поля определяется в результате жеребьёвки. Четвертьфиналы и полуфиналы разыгрывались в двух матчах, на поле каждого из соперников.
Команды Высшей лиги взяли старт со стадии 1/16 финала, отдельные из них — с 1/32 финала.

## Участники турнира
О полном составе участников сведений нет[уточнить]. В розыгрыше Кубка приняли участие все 9 команд Высшей лиги и не менее 7 клубов Северной зоны Первой лиги. Остальные клубы представляли Южную зону Первой лиги (нет сведений об участии клубов «Камбар-Ата»-2 и «Эрпан» Сокулук) или более низшие дивизионы. Зону «Чуйская область» Второй лиги представляли клубы: «Достук» (Сокулук), «Болуш» (совхоз Фрунзе), «Жаштык» (Бирдик), ГЭС-5 (Дачное).

## 1/64 финала
Известно о 4-х результатах стадии 1/64 финала (2 — в Северной зоне и 2 — в Южной).
| Команда 1                 | Результат | Команда 2            |
| ------------------------- | --------- | -------------------- |
| 4 апреля 2009             |           |                      |
| Назар-РУОР Бишкек (III?)  | +:-       | н/д                  |
| Жаштык Бирдик (III)       | 4:0       | ГЭС-5 Дачное (III)   |
| Нарын-ГЭС Кара-Куль (II?) | 2:1       | Аксы Кербен (II?)    |
| 5 апреля 2009             |           |                      |
| Шахтёр Таш-Кумыр (II?)    | 2:0       | ФК Шамалды-Сай (II?) |

## 1/32 финала
Известно о 9 результатах стадии 1/32 финала (6 — на Севере и 3 — на Юге). В числе участников был 1 клуб Высшей лиги — «Плаза» (Бишкек).
| Команда 1                  | Результат      | Команда 2                  |
| -------------------------- | -------------- | -------------------------- |
| 11 апреля 2009             |                |                            |
| Намыс Кызыл-Туу (II)       | 1:5            | Жаштык Бирдик (III)        |
| Живое пиво (II)            | 3:2            | Назар-РУОР Бишкек (III?)   |
| 12 апреля 2009             |                |                            |
| Норус Новопокровка (II)    | 6:2            | Химик КГРК Кара-Балта (II) |
| Болуш совхоз Фрунзе (III)  | 0:5            | Кара-Балта (II)            |
| Плаза (I)                  | 3:0            | Эгриси-Берекет (III?)      |
| 14 апреля 2009             |                |                            |
| Достук Сокулук (III)       | 0:0 (3:4 пен.) | Ипар Бишкек (III?)         |
| 23 апреля 2009             |                |                            |
| Жаны-Жол Тепе-Коргон (II?) | 3:2            | Амир-Темир Ош (II?)        |
| Алдиер (II?)               | 2:1            | Кара-Шоро Узген (II?)      |
| ФК Ынтымак (II?)           | 2:0            | Динамо Араван (II?)        |

## 1/16 финала
Известно о проведении 11 матчей на этой стадии (все 8 — в Северной зоне и 3 — в Южной зоне). Были ли проведены оставшиеся матчи на юге — сведений нет[уточнить].
| Команда 1               | Результат | Команда 2                 |
| ----------------------- | --------- | ------------------------- |
| 18 апреля 2009          |           |                           |
| Жаштык Бирдик (III)     | 0:2       | Шер (I)                   |
| Хужа Таш-Булак (II?)    | 7:4       | Энергетик Кара-Куль (II?) |
| 19 апреля 2009          |           |                           |
| Шахтёр Таш-Кумыр (II?)  | 1:0       | Нарын-ГЭС Кара-Куль (II?) |
| 22 апреля 2009          |           |                           |
| Кара-Балта (II)         | 0:2       | Наше пиво (II)            |
| Иссык-Куль (III?)       | 0:4       | Дордой-Динамо (I)         |
| Нефтчи Кочкор-Ата (II?) | 2:3       | Базар-Коргон-Бабур (II?)  |
| 23 апреля 2009          |           |                           |
| Норус Новопокровка (II) | 0:3       | Кант-77 (I)               |
| Ипар Бишкек (III?)      | 0:3       | Плаза (I)                 |
| 25 апреля 2009          |           |                           |
| Ала-Тоо (III?)          | 0:3       | Камбар-Ата (I)            |
| Живое пиво (II)         | 2:1       | Ата-Спор (I)              |
| Джеруй-Алтын (II)       | 0:3       | Абдыш-Ата (I)             |

## 1/8 финала
О проведении матча с участием «Алая», а также ещё двух матчей 1/8 финала в Южной зоне (в том числе с участием клубов «Хужа» Таш-Булак и «Шахтёр» Таш-Кумыр) сведений нет[уточнить].
| Команда 1                | Результат      | Команда 2           |
| ------------------------ | -------------- | ------------------- |
| 20 мая 2009              |                |                     |
| Наше пиво (II)           | 3:4            | Камбар-Ата (I)      |
| Дордой-Динамо (I)        | 1:1 (3:4 пен.) | Живое пиво (II)     |
| 21 мая 2009              |                |                     |
| Абдыш-Ата (I)            | 2:0            | Шер (I)             |
| 22 мая 2009              |                |                     |
| Базар-Коргон-Бабур (II?) | 0:1            | Жаштык-Ак-Алтын (I) |
| 23 мая 2009              |                |                     |
| Кант-77 (I)              | 1:2            | Плаза (I)           |
| дата неизвестна          |                |                     |
| Алай (I)                 | н/д            | н/д                 |

## 1/4 финала
Матчи «Камбар-Ата» — «Живое пиво» прошли 5 и 19 июня; матчи «Абдыш-Ата» — «Плаза» — 7 и 19 июня. О матчах в Южной зоне с участием клубов «Жаштык-Ак-Алтын» и «Алай» сведений нет, а по данным footballfacts.ru клубы вышли в следующий раунд без игры[уточнить].
| Команда 1           | Итог | Команда 2       | 1-й матч | 2-й матч |
| ------------------- | ---- | --------------- | -------- | -------- |
| Камбар-Ата (I)      | 1:0  | Живое пиво (II) | 1:0      | 0:0      |
| Абдыш-Ата (I)       | 10:0 | Плаза (I)       | 5:0      | 5:0      |
| Жаштык-Ак-Алтын (I) | н/д  | н/д             |          |          |
| Алай (I)            | н/д  | н/д             |          |          |

## 1/2 финала[1]
| Команда 1 | Итог | Команда 2       | 1-й матч | 2-й матч |
| --------- | ---- | --------------- | -------- | -------- |
| Абдыш-Ата | 7:4  | Жаштык-Ак-Алтын | 6:2      | 1:2      |
| Алай      | 5:1  | Камбар-Ата      | 2:0      | 3:1      |

| Абдыш-Ата | 6:2 | Жаштык-Ак-Алтын                                          |
| --- | --- | -------------------------------------------------------- |
| Алмазбек Мирзалиев 4′, 73′ (пен.) · Руслан Джамшидов 11′, 20′ · Чолпонбек Эсенкул уулу 68′ · Сергей Калеутин 75′ |     | Ахроржон Рахманжонов 83′ · Алишер Ниязалиев 90+3′ (пен.) |

| Жаштык-Ак-Алтын              | 2:1 | Абдыш-Ата            |
| ---------------------------- | --- | -------------------- |
| Бакыт Баргыбай уулу 25′, 42′ |     | Антон Землянухин 88′ |

| Камбар-Ата | 0:2 | Алай                     |
| ---------- | --- | ------------------------ |
|            |     | Ахрорбек Иминов 10′, 75′ |

| Алай                                           | 3:1 | Камбар-Ата              |
| ---------------------------------------------- | --- | ----------------------- |
| Зиёдбек Курбанов 22′, 58′ · Дониёр Аскаров 71′ |     | Саламат Мамбеталиев 13′ |

## Финал
| Алай | 0:2 | Абдыш-Ата                           |
| ---- | --- | ----------------------------------- |
|      |     | Антон Землянухин 46′ · ? 88′ (пен.) |